# Gnathonemus petersii
|  | No s'ha de confondre amb Peix elefant. |

El peix de nas d'elefant (Gnathonemus petersii) és una espècie de peix de la família dels mormírids.
S'anomena «peix elefant» perquè posseeixen una extensió de la boca particularment prominent, molt específic del gènere Gnathonemus. Aquesta extensió consisteix en un allargament carnós flexible unit a la mandíbula inferior, i està equipada amb sensors de tacte i probablement de gust.
Té la major proporció d'ús d'oxigen al cervell-cos de tots els vertebrats coneguts (al voltant de 0,6).
Aquest peix és semi-nocturn, i en particular té un comportament social.
És l'espècie més comuna en l'aquariofíla.

## Morfologia

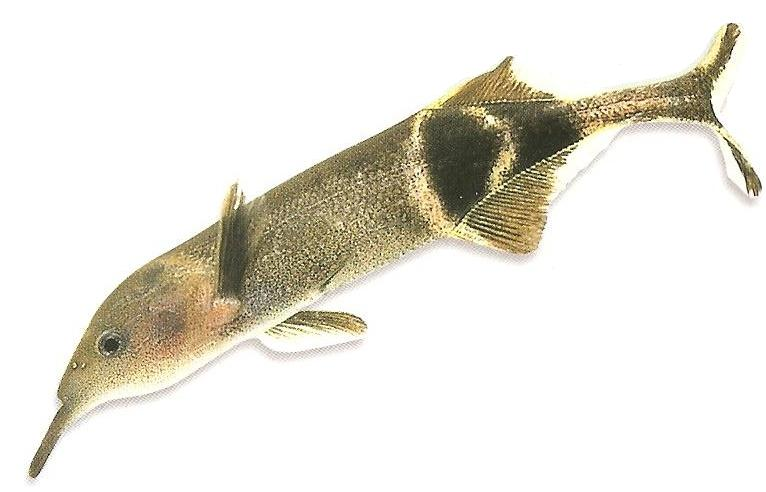
Gnathonemus petersii

El peix de nas d'elefant té un color entre marró fosc i negre, amb ratlles blanques verticals a la part posterior del cos.
És pla pels laterals i mesura entre 23 i 25 cm de mitjana, amb l'aleta dorsal i l'aleta anal de la mateixa longitud. La seva aleta caudal es bifurca.
La seva principal característica, com el seu nom indica, és una espècie de trompa a la boca que utilitza principalment per a buscar aliment al sòl. Això no és realment un nas, sinó una extensió sensible de la boca amb cèl·lules sensorials que és útil sobretot per a la recerca de cucs i insectes a la sorra, autodefensa, comunicació i navegació.

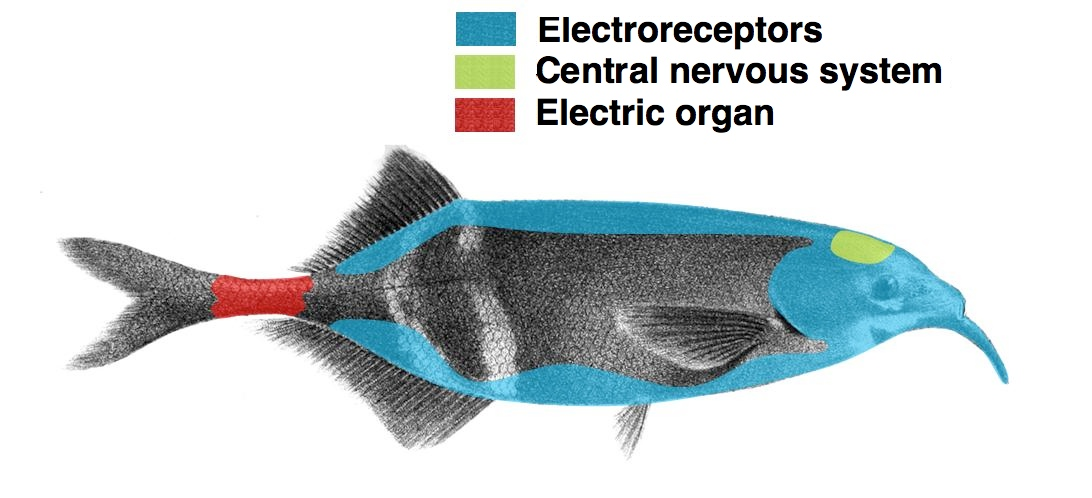
El peix de nas d'elefant pot generar un camp elèctric dèbil al voltant seu amb els seus òrgans elèctrics i després pot interpretar les variacions d'aquest camp amb els seus òrgans receptors per a localitzar objectes propers.

Aquest òrgan està cobert d'electroreceptors, igual que gran part de la resta del seu cos. De fet, aquest peix té una mala vista, i l'ús d'un camp elèctric feble generat per contraccions musculars li permet trobar menjar, trobar el seu camí en la foscor o la terbolesa, i trobar una parella.
Viu prop de 6-10 anys o més, però no tant de temps en captivitat, ja que és exigent en la diversitat de les seves preses.
El dimorfisme sexual és visible en l'aleta anal corbada dels mascles.
Els mormírids que es semblen més als elefants són els que pertanyen al gènere Campylomormyrus, perquè tenen el nas molt allargat i corbat, com la trompa d'un elefant.

## Comportement
Es tracta d'un peix tímid, que apareix principalment durant la nit i passa el seu temps excavant la sorra amb la seva trompa.
És sociable amb altres peixos i es pot moure en grups de deu individus, però quan es manté en un petit volum pot ser més o menys agressiu amb els seus congèneres.

## Distribució geogràfica
El peix de nas d'elefant és originàri dels rius d'Àfrica Occidental i Central, en particular la conca baixa del riu Níger, la conca del riu Ogun, a la part alta del riu Chari, i en la conca del riu Congo.

## Alimentació
Són carnívors. En el seu medi natural, s'alimenten de petits cucs i invertebrats aquàtics com ara les larves de mosquits, però en captivitat es nega a menjar flocs i granulats. Els aliments vius o congelats (com les artèmies, els quironòmids o els tubifex) són obligats per a mantenir-los amb bona salut.

## Reproducció
Es té poca informació de la reproducció d'aquest peix a la natura, i en els aquaris és un esdeveniment molt rar i difícil d'aconseguir.
La raó principal per la qual és difícil veure una cria en captivitat es deriva dels seus òrgans elèctrics. En l'aquari, la longitud d'ona del camp magnètic generat pel peix es va modificant lentament amb el temps fins a un punt en què aquesta variació fa que sigui impossible la comunicació entre ells i de reconèixer els sexes.

## Aquariofília
El peix de nas d'elefant és probablement l'espècie de mormírids més comunament disponible en les botigues d'aquariofília.
En l'aquari (que ha de ser d'almenys de 200 litres), és tímid i prefereix un entorn amb moltes plantes i amb una llum tènue. És preferible instal·lar un tub o un pot perquè li serveixi de refugi. És necessari que el substrat sigui de sorra que li permeti explorar amb la seva delicada trompa.
La temperatura de l'aigua ha de ser similar a la del seu entorn natural (22-28 °C), amb un pH entre 5,5 i 6,5, i una duresa de 10-20 dGH.
Els espècimens en captivitat aconsegueixen dimensions més petites en comparació amb els que viuen en el medi natural, arribant a un màxim de 10 a 15 cm per exemplar adult.
En general té un caràcter pacífic, però alguns individus són menys i alguns són molt agressius amb altres espècies. Es poden mantenir en un aquari comunitari amb espècies pacífiques que comparteixen els mateixos paràmetres de l'aigua. No obstant això, llevat que es mantinguin en un aquari de més de 400 litres, no és aconsellable mantenir més d'un peix elefant, ja que poder ser territorials.

## Estat de conservació
Respecte a l'estat de conservació es pot indicar que d'acord amb la UICN aquesta espècie es pot catalogar en la categoria de «risc mínim (LC o LR/lc)»